# Снарк (яхта)

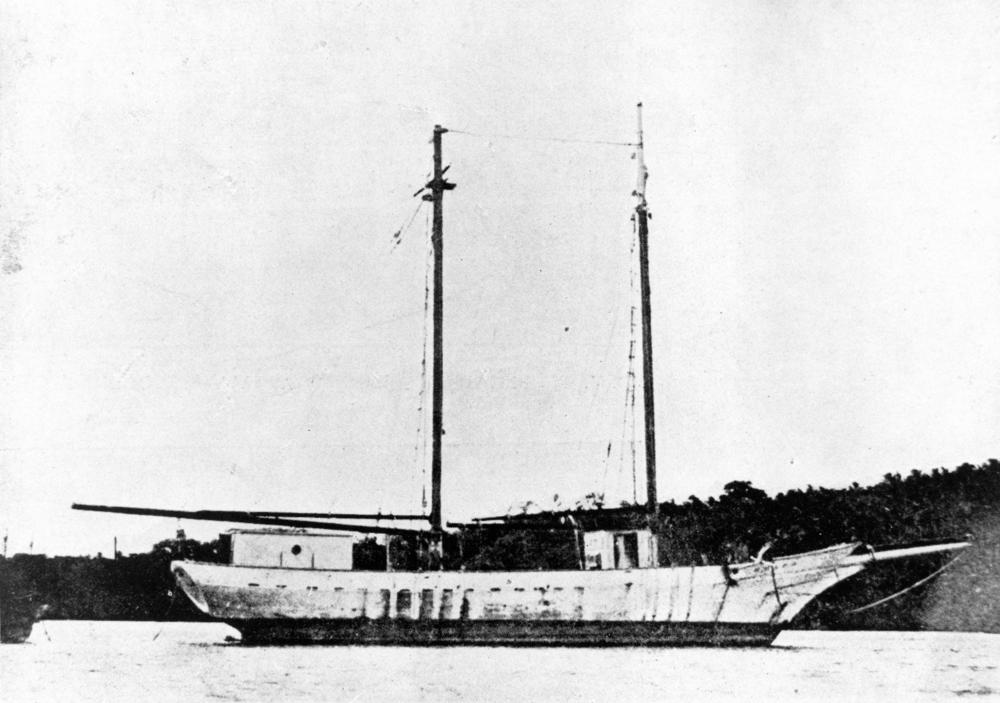

«Снарк» (англ. Snark) — яхта американського письменника Джека Лондона, побудована в 1906—1907 роках на його замовлення. В 1907—1909 на цій яхті Джек Лондон разом з дружиною вирушив у навколосвітню подорож, але, дійшовши до Гаваїв, переніс операцію і змушений був відмовитись від задуму.
Яхта, будувалась з врахуванням побажань Джека Лондона, який погано знався на суднобудуванні, тонкощах роботи постачальників матеріалів та робітників. Тому яхта не вирізнялась добрими ходовими характеристиками.
Процес будівництва яхти та подорож на яхті описані в автобіографічному нарисі «Подорож на яхті „Снарк“» (1911 р.).
На борту «Снарка» Джек Лондон розпочав роботу над романом «Мартін Іден».

## Конструкція та технічні характеристики
- Матеріал корпусу — дерево.
- Довжина по ватерлінії: 13.1 м.
- Озброєння: кеч.